# Pierre de Windt
Pierre de Windt, född 13 juli 1983, är en arubansk friidrottare. Han deltog vid olympiska sommarspelen 2004.